# Fernando Hernández (missioner)
Fernando Hernández (Ledesma, 8 d'abril de 1959 - Bobo-Dioulasso, 17 de maig de 2019) va ser un sacerdot i missioner salesià que va morir assassinat.
Va fer estudis de Formació Professional a Urnieta (Guipúscoa), on es va traslladar amb la família quan era jove. Després va fer estudis de filosofia i teologia i s'ordenà sacerdot a Santander. Fou enviat com a missioner a Benín, Togo i Burkina Faso. En aquest darrer país va contribuir al desenvolupament de la Formació Professional a l'anomenada Província Salesiana de l'Àfrica Occidental Francòfona. Era vicari i ecònom de l'obra salesiana de Bobo Dioulasso, present al país des del 1994, que té cura d'un prenoviciat, una parròquia, un oratori, una casa d'acollida per joves del carrer, un centre d'alfabetització i una escola professional amb més de 300 alumnes.
El 17 de maig de 2019 a les dotze del migdia va morir apunyalat al menjador de l'obra salesiana de Bobo-Dioulasso. L'autor dels fets va ser un home que durant set anys havia estat cuiner de la congregació, havia estat acomiadat dos mesos abans dels fets i va ser detingut després dels fets. Un altre sacerdot va ser ferit de gravetat durant l'incident, Germain Plakoo-Mlapa. Un grup d'estudiants del centre Don Bosco van intentar reduir a l'agressor durant l'atac. Uns dies abans de l'incident hi van haver dos incidents greus a la zona protagonitzats per grups de terroristes. El 13 de maig van atacar un grup de catòlics en una processó de la Mare de Déu, van assassinar quatre adults i destruir la imatge. A prop de l'indret, el dia abans, 12 de maig, un grup de 25 persones van assassinar un sacerdot i cinc laics i van calar foc a l'església. Tal com ell desitjava, fou enterrat a Burkina Faso amb familiars i salesians.
L'ajuntament del seu municipi natal, Urnieta, va condemnar l'assassinat en una declaració institucional que va comptar amb el suport de tots els grups i va convocar una concentració de protesta.